# James McLamore

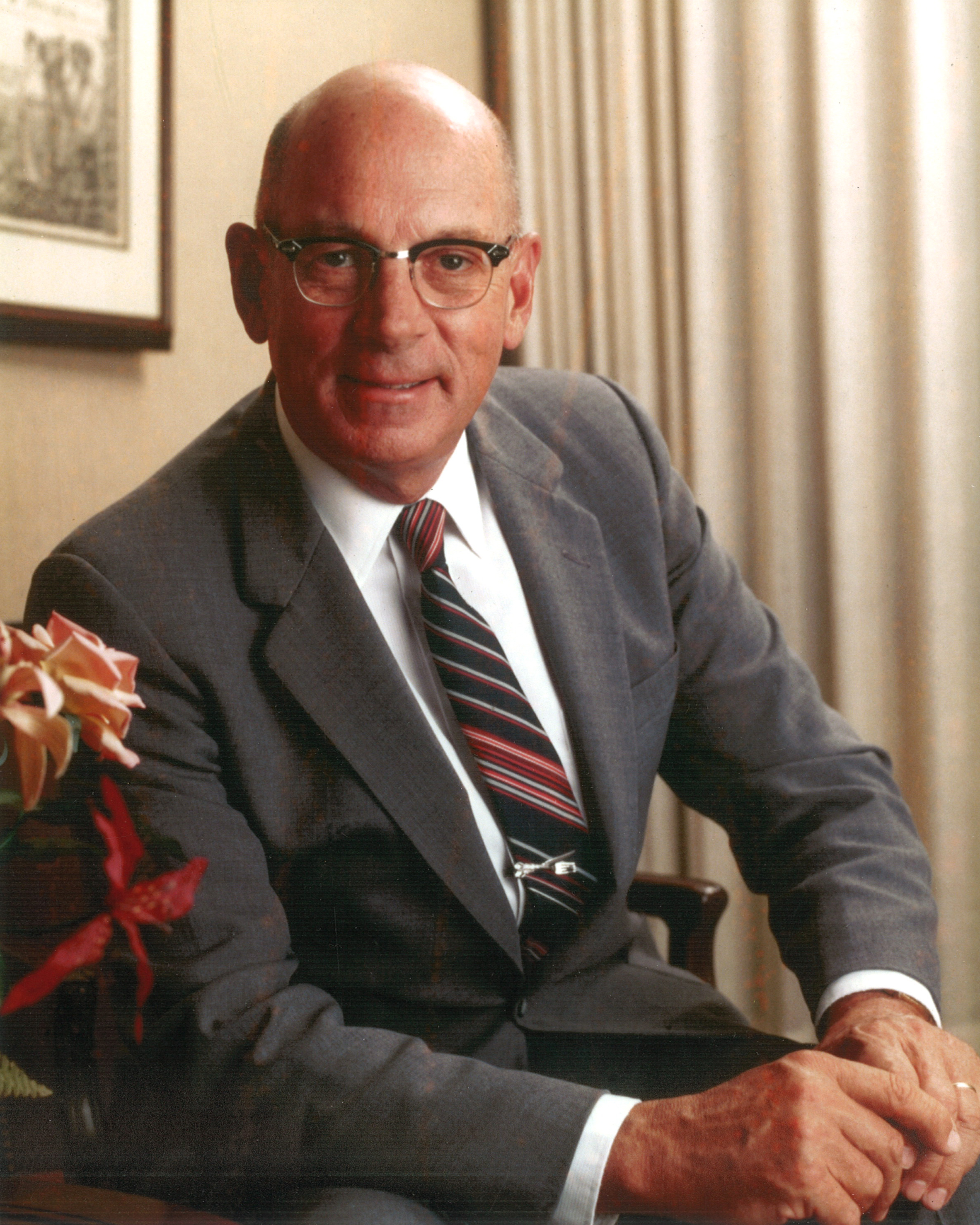
James McLamore

James Whitman McLamore (* 30. Mai 1926 in New York City, New York, USA; † 9. August 1996 in Coral Gables, Florida, USA) war 1954 Mitbegründer der Burger King Corporation. Zusammen mit David Edgerton baute er das weltweit zweitgrößte Burger-Imperium auf. Er erfand, zusammen mit Edgerton, den Whopper. 1967 verkauften die Gründer ihre Anteile an Pillsbury. Das Unternehmen war bis dahin auf 274 Restaurants gewachsen. James McLamore war auch nach dem Verkauf bis 1970 Präsident und bis 1972 CEO der Burger King Corporation. Bis 1976 war er Chairman des Unternehmens.
Er starb 1996 im Alter von 70 Jahren an Lungenkrebs. Er war verheiratet und hatte drei Töchter und einen Sohn.
McLamore schrieb seine Autobiografie The Burger King: Jim McLamore and The Building of an Empire, die 1998 posthum von McGraw-Hill veröffentlicht wurde. Das Buch wurde später neu herausgegeben und als „The Burger King“ von der Familie McLamore im Jahr 2020 neu veröffentlicht A Whopper of a Story on Life and Leadership.